# Depresión de Georgia
La depresión de Georgia es una depresión en la región noroeste del Pacífico del oeste de América del Norte . La depresión incluye las regiones de tierras bajas del suroeste de Columbia Británica y el noroeste de Washington a lo largo de las costas del Mar de los Salish .

## Formación
La Depresión de Georgia se formó por la colisión de placas continentales hace unos 150 millones de años. Durante este periodo, la depresión se manifestó como un amplio valle en el que desembocaban varios ríos para llegar al Océano Pacífico, donde se encuentra la boca del Estrecho de Juan de Fuca
Gran parte de la topografía actual se formó gracias a la erosión de la depresión de la capa de hielo de la Cordillera durante la glaciación de Vashon, que duró entre 19.000 y 16.000 años antes de Cristo. El retroceso de la capa de hielo dejó al descubierto un paisaje marcado que se llenó de agua de mar una vez que se retiró más allá de lo que ahora es el Estrecho de Juan de Fuca, formando el Mar de los Salish.

## Geografía
La Depresión de Georgia está rodeada por la Cordillera del Pacífico al norte, la Cordillera de las Islas Vancouver y las Montañas Olímpicas al oeste, y las Cascadas del Norte al este. La depresión incluye las tierras bajas del Fraser, Nanaimo y Nahwitti de la isla de Vancouver, la cuenca de Puget Sound y todas las islas y vías fluviales adyacentes del Mar de los Salish .
La mayoría de la población de Columbia Británica y Washington reside dentro de esta depresión.

## Geología
El paisaje presenta mesetas glacialmente estriadas y colinas onduladas sustentadas por rocas sedimentarias. La mayoría de los suelos de la depresión se forman a partir de till glacial, deslaves glaciares y depósitos lacustres .

## Ecología
Gran parte de la Depresión de Georgia es seca, llana y de baja altitud en relación con las tierras altas circundantes. Por ello, en la depresión prospera una gran diversidad de flora y fauna.
La actividad humana ha alterado en gran medida gran parte del entorno natural aquí a través de la industrialización, la agricultura, la silvicultura, la urbanización y la expansión suburbana .